# Pushstrategi og pullstrategi
Pushstrategi er en betegnelse for promotion gennem grossister eller detailhandlere. Virksomheden prøver på den måde at få deres produkt i butikken ved for eksempel at tilbyde grossisten eller detailhandleren lang kredit, gaver eller høj avance. 
Promotionformen bruges ofte af producentvirksomheder såsom Thise Mejeri.
Pullstrategi er en betegnelse for promotion, som sker direkte til forbrugeren. Promotionen sker ved at gøre konsumenten opmærksom på at virksomhedens produkt(er) findes. 
Ofte ses denne form for markedsføring ved at der i bunden af reklamen står "Spørg efter den hos din forhandler". 
På denne måde bliver forhandleren/detailhandleren nødt til at sælge det pågældende produkt, og virksomheden har på den måde opnået en efterspørgsel på produktet.

## Ekstern henvisning
- Mediastrategi Arkiveret 2. januar 2007 hos  Wayback Machine

| Erhverv og erhvervsliv | Spire Denne artikel om erhverv, erhvervsliv og arbejdsmarked er en spire som bør udbygges. Du er velkommen til at hjælpe Wikipedia ved at udvide den. |